# Louis Robbe
Pour les articles homonymes, voir Robbe.
Louis-Marie-Dominique-Romain Robbe, né le 17 novembre 1806 à Courtrai et mort le 2 mai 1887 à Bruxelles, est un peintre, graveur et avocat belge.

## Biographie
Louis-Marie-Dominique-Romain Robbe naît le 17 novembre 1806 à Courtrai,. Son père Dominique Robbe, époux de Rosalie Ovyn, avoué près le tribunal de Courtrai, souhaite pour son fils une position sociale pareille à la sienne. Louis est le frère aîné du peintre Henri Robbe (1807-1899).

### Études et carrière
Les dispositions de Louis pour le dessin se révèlent au pensionnat des frères Dathis à Courtrai, où son premier professeur d'art est le calligraphe-musicien Jean van de Wiele. Il suit, de 1820 à 1824, les cours de l'Académie de sa ville natale ; mais, afin de s'assurer une position moins incertaine, il quitte subitement la peinture. Une partie de ses humanités, terminées en 1825, semble avoir été effectuée au Séminaire de Roulers.
Louis Robbe étudie le droit. II achève ses études à l'Université de Gand par la soutenance d'une thèse sur le divorce, le 10 juillet 1830. Il accomplit son stage dans l'étude du notaire Reynaert à Anseghem, puis est nommé juge de paix à Moorseele.
Guidé par Jan Baptiste de Jonghe, c'est en 1833 qu'enfin Louis Robbe commence à peindre à l'huile. Il est élève d'Eugène Verboeckhoven.
C'est dans sa ville natale qu'il déploie le meilleur de sa jeune activité : il y fonde en 1834 avec Spruyt la nouvelle Société des Beaux-Arts, y est membre de la direction de l'Académie, et en cette qualité, il rehausse les distributions des prix par des discours mémorables (notamment le 18 août 1835) ; il collabore aussi aux « Analectes des Flandres » paraissant d'abord dans les « Petites Affiches de Courtrai » et, à la demande du Gouvernement, il rédige un rapport sur les principales célébrités locales.
Il reprend le cabinet de son père, mort le 8 février 1835, et s'inscrit au barreau de Courtrai. En 1840 il s'installe à Bruxelles comme avocat du Ministère des Finances, et mène dès lors de front ses fonctions de magistrat et de peintre.
En 1843, il se lie d'amitié avec le peintre espagnol Jenaro Pérez Villaamil ; la même année, il demande, par voie diplomatique, l'établissement de relations artistiques entre les écoles de peinture espagnole et belge.
Louis Robbe est un des plus ardents précurseurs de la peinture moderne en Belgique. Il dirige un atelier de peinture à Bruxelles et a notamment comme élèves les peintres Edouard Woutermaertens (1840) et Laurent De Beul (1861). C'est un homme cultivé qui protège Charles de Groux, l'instigateur du mouvement réaliste en Belgique. 
Longtemps présent dans les expositions, il participe encore au Salon de Bruxelles de 1881.

### Famille
Son frère, Henri Robbe, cultive aussi la peinture, et figure aux Expositions universelles de Paris, en 1855 et en 1867, avec des Fruits et des Fleurs. Il obtient une médaille de vermeil à Bruges, en 1850, et une médaille de première classe à Ypres en 1855.
En 1831 à Bruxelles, Louis Robbe épouse l'espagnole Adela Avecillo de Cadix. Le couple a deux enfants nés à Courtrai : Maria en 1833 et Louis en 1838, mort en 1856.

### Mort
Louis-Marie-Dominique-Romain Robbe meurt le 2 mai 1887 à Bruxelles,.

## Œuvres

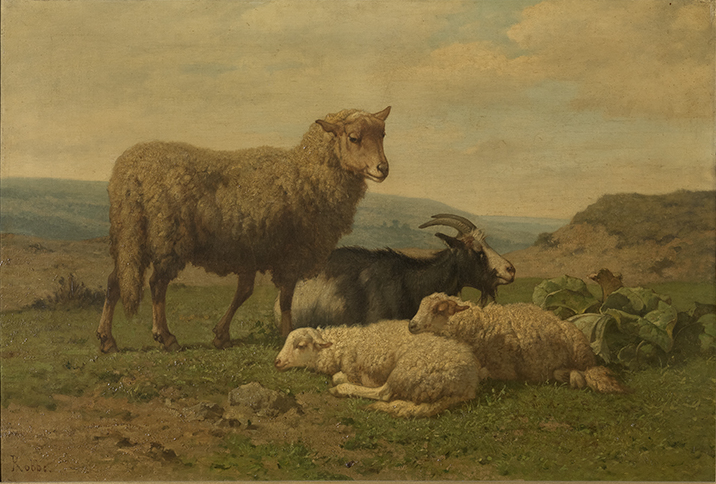
Moutons (vers 1806-1887, musée Groeninge).
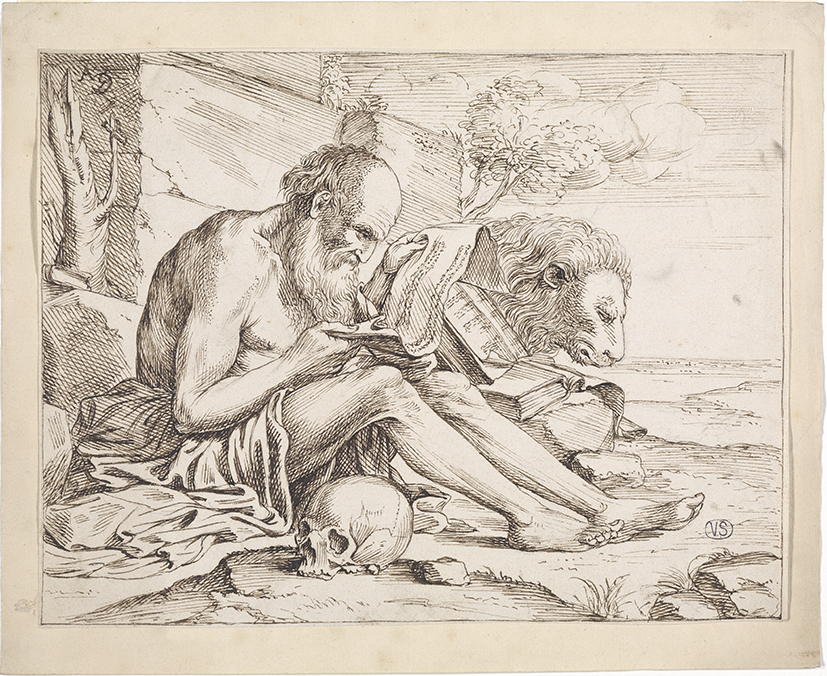
Saint Jérôme dans le désert (après 1624, musée Groeninge).

On a de lui des paysages et des animaux : 
- Paysage avec animaux, H. 1,12 - l. 1,64[15]
- Vache, chèvre et moutons, H. 0,752 - l. 1,02[15]
- Vaches en prairie, H. 0,31 - l. 0,37[15]
- Bergère gardant des vaches et un âne, H. 0,475 - l. 0,695[15]
- Vaches au pâturage, H. 1,22 - l. 1,97[15]
- Paysage avec animaux, H. 1,12 - l. 1,02[15]
- Animaux au pâturage, propriété du musée de Bruxelles[16]
- Taureau effrayé par l'orage, propriété du musée de Bruxelles[16]
- Bergerie[5]
- Vue prise dans la bruyère au soleil couchant[5]
- Étable[5].

## Expositions
Il semble que l'exposition de Gand de 1835 reçoit son premier envoi de peintures. Suivent les Salons de Courtrai de 1836 et 1837 ainsi que celui de Bruges, la même année, où un des tableaux du musée de Courtrai est médaillé. Une de ses œuvres exposées à Gand en 1833 est cotée 3 000 francs en 1839. Au Salon de Bruxelles de 1839, il est récompensé par une médaille de vermeil pour sa toile Animaux au pâturage.
On voit de lui, à l'Exposition universelle de Paris, en 1855, la Campine, paysage avec bestiaux, au Salon de 1859, Vaches au pâturage, Moutons au repos, et à l'Exposition universelle de 1878 : Pâtures dans la Flandre, Chiens, Coqs après la lutte.

## Récompenses
Il obtient une médaille d'or à Bruges en 1837, une médaille de 3e classe à Paris en 1844, et une de deuxième classe en 1855. Il est nommé chevalier de la Légion d'honneur en 1845. Il est décoré de l'ordre de Charles III d'Espagne, etc.
- Chevalier de l'ordre de Léopold (6 février 1843)[19].
- Officier de l'ordre de Léopold (16 novembre 1863)[20].
- Commandeur de l'ordre de Léopold (4 mai 1881)[21].

## Style et critiques
Selon Norbert Hostyn, « son style, proche au départ de celui de Verboeckhoven, devint vers 1860 plus réaliste ; ses coloris s'éclaircirent ».
Camille Lemonnier écrit qu'« il perpétue la tradition savante de Verboeckhoven, avec un sentiment plus vif des rudesses agrestes et des énergies animales ». « Ses toiles du Musée de Bruxelles révèlent un talent correct, une aptitude à peindre, de l'observation, et exceptionnellement, comme dans le Taureau attaqué par les chiens, une fougue réfléchie qui fait penser à Brascassat ; mais on ne sent pas, comme chez Joseph Stevens et Troyon, qu'il ne pourrait faire autre chose que peindre des bêtes. » « C'est la peinture d'un homme d'esprit et qui en a assez pour n'en point trop mettre dans ses tableaux ».